# Jacques Calonne
Jacques Calonne (født i Mons, 1930, død 7. februar 2022) var en belgisk kunstner, komponist, sanger, skuespiller, logogrammør og forfatter.

## Kompositioner i udvalg
- Quadrangles, for piano (1959)
- Un autre monde, filmmusik (Vandercam & Dotremont 1959)
- Album, for strengkvartet (6 vols., 1960s)
- Tome, for 2 pianoer og 3 perkussionister (1962)
- Scolies, for kammerensemble (ca. 1964)
- Orbes for orkester (1965)
- Le Pavillon des passions humaines, filmmusik (Claude François, 1988)
- Emergence des avant-gardes en Belgique francophone, filmmusik (1990)

## Skrifter
- 1968. "Aspects d'un resume (Apropos d' Orbes pour orchestre)". Revue d'Esthetique 21, nos. 2–4 ("Musiques nouvelles"): 59-103.
- 1991. Facéties et compagnie de Christian Dotremont. Préface de Pierre Alechinsky, mise en page de Michel Olyff. Brussels: Quadri Gallery.

## Diskografi
- Calonne, Jacques. 1988. Tenor Mondain. Indspillet i 1983. Noter af Jean-Pierre Van Tieghem. Igloo IGL 071 (LP)